# アンゴラの国旗
アンゴラの国旗（アンゴラのこっき）は、独立時の1975年に制定された。独立時の主要勢力であるアンゴラ解放人民運動(MPLA)の政党旗と同様に赤と黒の二色を下地にしている。黒はアフリカ大陸、赤は独立運動中に流されたアンゴラ人の血を表している。星のついた歯車と鉈（ナタ）は、労働者の象徴であり、ソビエト連邦の旗の鎌と槌の意匠に似せたもので、社会主義の象徴である。ポルトガル統治時代は、ポルトガルの国旗が掲げられた。
2003年に新しい国旗が提案されたが、まだ承認されず、正式導入されていない。

?1996年に提案された国旗
?2003年に提案された国旗
アンゴラ解放人民運動の党旗
アンゴラ全面独立民族同盟の党旗

## 歴史的な旗

?提案されたポルトガル領西アフリカの旗
?ポルトガル植民地総督の旗
?ポルトガル植民地高等弁務官の旗